# Ciudad Ixtepec
Ciudad Ixtepec è un comune del Messico, situato nello stato di Oaxaca.